# Мало-Терновая улица (Воронеж)
Мало-Терновая улица — улица в историческом центре Воронежа (Центральный район), начинается от Кавалерийской улицы, заканчивается у Солдатского переулка и идёт перпендикулярно улице Жилина.

## История
Улица сложилась в XIX веке на Терновой поляне около Тернового кладбища, по которому и получила своё название.

### Терновое кладбище
Терновая поляна — один из самых древних топонимов Воронежа. Сначала поляна была незастроенной, покрытой зарослями терна. В начале 1770-х годов здесь сделали городское кладбище.
На Терновом кладбище были похоронены участники войны 1812 года, участник Суворовского похода, офицеры Первой мировой войны, солдаты Гражданской и Великой Отечественной войн, умершие от ран в воронежских госпиталях и др. Кладбище было закрыто в 1926 году, но захоронения продолжались на нём и в 1930—1940-х годах.
В послевоенное время на одной из его частей была построена школа и сделана спортивная площадка. В 1990-е году Терновое кладбище стало охраняться государством, как исторический памятник. Современное состояние кладбища — это запущенное место с несколькими сохранившимися надгробиями. Некоторые могилы приведены в порядок, стоят кресты, сделаны новые таблички с фамилиями покоившихся. Часть кладбища занимает школьная футбольная площадка.

## Транспорт
По улице проходит только один маршрут, № 58, тут расположена его конечная станция.